# Valeriana quirorana
Valeriana quirorana är en kaprifolväxtart som beskrevs av N. Xena de Enrech. Valeriana quirorana ingår i släktet vänderötter, och familjen kaprifolväxter. Inga underarter finns listade i Catalogue of Life.